# 熊野神社 (横浜市瀬谷区)
熊野神社（くまのじんじゃ）は、神奈川県横浜市瀬谷区にある神社である（由来については「熊野神社」を参照）。

## 祭神
- 伊弉諾命
- 伊弉冉命
- 彦坂姫命

## 概要
瀬谷区内最古のお社で、平安時代の安和年間の頃には、「天地の神のおすまい」であると尊敬され、木を切ることを禁じられていた「まつりの場所」であったと言われている。弘和の頃に小さな社が建てられ祈願所とされた。
戦国時代の永禄の頃、後北条氏の家臣、増田駿河守満栄によって、社の再建及び整備が行われた。その後、徳川家康の関東移封に伴い、安藤治右衛門が領主になり、社が再興された。大坂夏の陣の出陣はこの社前から出陣したと言われている。9代治右衛門定喬は毎年多大な献物をし、現在残されている鳥居や灯籠等はその一部である。

## 境内
拝殿・幣殿・本殿が揃う本格的な神社建築で構成されている。
- 本殿・拝殿・幣殿 - 明治6年建築、建物各所に彫刻が彫られている。一間社流造。
- 神楽殿 - 昭和9年の建築。広さ、正面五間半（約10m）、奥行四間(7.2m)。
- 境内社 - 神明社、諏訪社、山王社、稲荷社、疱瘡神社、天神社、八神社の七祭神の末社がある。
- 境内 - 樹齢170年と言われるアカシデがある。

## 祭事
- 3月18日 - 祈年祭
- 9月19日 - 例祭
- 11月23日 - 新嘗祭・七五三